# Христіан Шкур
Христіан Шкур (нім. Christian Schkuhr; 1741-1811) — німецький ботанік, садівник. Автор ботанічних таксонів.

## Біографія
Христіан Шкур народився 14 травня 1741 року в місті Пегау під Лейпцигом.
Навчався у Вітенберзькому університеті. Працював садівником, майстром дизайну та гравіювання. Шкур присвятив себе вивченню флори Віттенберга.
Христіан Шкур помер 17 липня 1811 року в місті Віттенберг.

## Епоніми
На честь Христіан Шкура названо роди Schkuhria та Platyschkuhria.